# Eleições legislativas portuguesas de 2022 no distrito de Lisboa
| Eleições legislativas portuguesas de 2022 Distritos: Aveiro \| Beja \| Braga \| Bragança \| Castelo Branco \| Coimbra \| Évora \| Faro \| Guarda \| Leiria \| Lisboa \| Portalegre \| Porto \| Santarém \| Setúbal \| Viana do Castelo \| Vila Real \| Viseu \| Açores \| Madeira \| Estrangeiro |

## Resultados por concelho
Os resultados nos concelhos do Distrito de Lisboa foram os seguintes:

### Alenquer
| Partido                 | Partido                        | Votos  | %               | +/-  |
| ----------------------- | ------------------------------ | ------ | --------------- | ---- |
|                         | Partido Socialista             | 9 728  | 44,58 / 100,00  | 3,30 |
|                         | Partido Social Democrata       | 4 510  | 20,67 / 100,00  | 2,13 |
|                         | CHEGA                          | 2 158  | 9,89 / 100,00   | 8,12 |
|                         | Coligação Democrática Unitária | 1 551  | 7,11 / 100,00   | 3,03 |
|                         | Bloco de Esquerda              | 1 069  | 4,90 / 100,00   | 5,11 |
|                         | Iniciativa Liberal             | 988    | 4,53 / 100,00   | 3,51 |
|                         | CDS – Partido Popular          | 343    | 1,57 / 100,00   | 2,11 |
|                         | LIVRE                          | 305    | 1,40 / 100,00   | 0,32 |
|                         | Pessoas–Animais–Natureza       | 301    | 1,38 / 100,00   | 1,53 |
|                         | Outros (com menos de 1,00%)    | 445    | 2,03 / 100,00   |      |
| Votos Inválidos         | Votos Inválidos                | 422    | 1,94 / 100,00   | 2,25 |
| Total                   | Total                          | 21 820 | 100,00 / 100,00 |      |
| Eleitorado/Participação | Eleitorado/Participação        | 36 396 | 59,95 / 100,00  | 4,48 |

| Freguesia                                  | %     | %     | %     | %     | %    | %    | %    | %    | %    | Votantes |
| Freguesia                                  | PS    | PSD   | CH    | CDU   | BE   | IL   | CDS  | L    | PAN  | Votantes |
| ------------------------------------------ | ----- | ----- | ----- | ----- | ---- | ---- | ---- | ---- | ---- | -------- |
| Freguesia                                  |       |       |       |       |      |      |      |      |      | Votantes |
| Abrigada e Cabanas de Torres               | 48,04 | 16,85 | 8,58  | 10,73 | 4,80 | 3,70 | 1,41 | 1,06 | 0,92 | 2 273    |
| Aldeia Galega da Merceana e Aldeia Gavinha | 45,51 | 20,61 | 10,66 | 8,06  | 3,97 | 3,90 | 1,37 | 1,37 | 1,11 | 1 538    |
| Alenquer (Santo Estêvão e Triana)          | 41,71 | 22,32 | 9,36  | 6,35  | 4,99 | 6,26 | 1,65 | 2,02 | 1,51 | 6 296    |
| Carnota                                    | 45,31 | 24,65 | 8,57  | 6,34  | 3,40 | 2,93 | 1,41 | 1,06 | 1,76 | 852      |
| Carregado e Cadafais                       | 42,36 | 19,37 | 11,61 | 7,00  | 6,13 | 4,79 | 1,40 | 1,52 | 1,62 | 5 803    |
| Meca                                       | 52,36 | 19,78 | 6,29  | 8,54  | 3,26 | 2,81 | 1,69 | 0,90 | 0,67 | 890      |
| Olhalvo                                    | 45,36 | 22,26 | 10,11 | 7,05  | 3,90 | 4,08 | 1,58 | 0,74 | 0,93 | 1 078    |
| Ota                                        | 44,44 | 16,83 | 14,29 | 8,10  | 4,92 | 2,22 | 3,33 | 0,63 | 1,90 | 630      |
| Ribafria e Pereiro de Palhacana            | 47,69 | 20,56 | 9,12  | 6,57  | 4,14 | 2,43 | 1,82 | 0,97 | 2,07 | 822      |
| Ventosa                                    | 50,99 | 23,21 | 7,89  | 3,76  | 3,76 | 2,96 | 1,70 | 0,45 | 1,08 | 1 116    |
| Vila Verde dos Francos                     | 51,72 | 23,18 | 8,62  | 4,60  | 4,21 | 2,11 | 1,15 | 0,57 | 0,38 | 522      |
| Alenquer                                   | 44,58 | 20,67 | 9,89  | 7,11  | 4,90 | 4,53 | 1,57 | 1,40 | 1,38 | 21 820   |

### Amadora
| Partido                 | Partido                        | Votos   | %               | +/-  |
| ----------------------- | ------------------------------ | ------- | --------------- | ---- |
|                         | Partido Socialista             | 39 592  | 47,51 / 100,00  | 5,75 |
|                         | Partido Social Democrata       | 16 151  | 19,38 / 100,00  | 1,35 |
|                         | CHEGA                          | 6 438   | 7,72 / 100,00   | 5,52 |
|                         | Coligação Democrática Unitária | 4 825   | 5,79 / 100,00   | 3,14 |
|                         | Iniciativa Liberal             | 4 726   | 5,67 / 100,00   | 4,28 |
|                         | Bloco de Esquerda              | 4 202   | 5,04 / 100,00   | 5,57 |
|                         | Pessoas–Animais–Natureza       | 1 692   | 2,03 / 100,00   | 2,50 |
|                         | LIVRE                          | 1 659   | 1,99 / 100,00   | 0,27 |
|                         | CDS – Partido Popular          | 1 056   | 1,27 / 100,00   | 1,66 |
|                         | Outros (com menos de 1,00%)    | 1 469   | 1,79 / 100,00   |      |
| Votos Inválidos         | Votos Inválidos                | 1 532   | 1,83 / 100,00   | 1,76 |
| Total                   | Total                          | 83 342  | 100,00 / 100,00 |      |
| Eleitorado/Participação | Eleitorado/Participação        | 143 914 | 57,91 / 100,00  | 2,92 |

| Freguesia             | %     | %     | %    | %    | %     | %    | %    | %    | %    | Votantes |
| Freguesia             | PS    | PSD   | CH   | CDU  | IL    | BE   | PAN  | L    | CDS  | Votantes |
| --------------------- | ----- | ----- | ---- | ---- | ----- | ---- | ---- | ---- | ---- | -------- |
| Freguesia             |       |       |      |      |       |      |      |      |      | Votantes |
| Águas Livres          | 49,20 | 18,87 | 7,07 | 5,89 | 5,16  | 5,11 | 2,02 | 1,79 | 1,22 | 17 816   |
| Alfragide             | 37,63 | 27,42 | 6,88 | 3,69 | 10,18 | 4,80 | 1,84 | 3,12 | 1,57 | 9 299    |
| Encosta do Sol        | 51,58 | 16,54 | 7,63 | 5,90 | 4,42  | 4,74 | 1,74 | 1,87 | 1,49 | 12 502   |
| Falagueira-Venda Nova | 50,43 | 16,45 | 7,67 | 6,94 | 4,76  | 5,18 | 2,02 | 1,81 | 0,95 | 10 002   |
| Mina de Água          | 47,32 | 18,70 | 9,17 | 5,63 | 5,41  | 5,09 | 2,16 | 1,77 | 1,18 | 20 847   |
| Venteira              | 46,38 | 20,40 | 7,03 | 6,43 | 5,46  | 5,23 | 2,27 | 2,07 | 1,29 | 12 876   |
| Amadora               | 47,51 | 19,38 | 7,72 | 5,79 | 5,67  | 5,04 | 2,03 | 1,99 | 1,27 | 83 342   |

### Arruda dos Vinhos
| Partido                 | Partido                        | Votos  | %               | +/-  |
| ----------------------- | ------------------------------ | ------ | --------------- | ---- |
|                         | Partido Socialista             | 3 281  | 42,85 / 100,00  | 3,06 |
|                         | Partido Social Democrata       | 1 910  | 24,94 / 100,00  | 0,73 |
|                         | CHEGA                          | 676    | 8,83 / 100,00   | 7,14 |
|                         | Iniciativa Liberal             | 520    | 6,79 / 100,00   | 4,99 |
|                         | Coligação Democrática Unitária | 357    | 4,66 / 100,00   | 2,41 |
|                         | Bloco de Esquerda              | 293    | 3,83 / 100,00   | 4,65 |
|                         | LIVRE                          | 125    | 1,63 / 100,00   | 0,46 |
|                         | Pessoas–Animais–Natureza       | 115    | 1,50 / 100,00   | 1,92 |
|                         | CDS – Partido Popular          | 113    | 1,48 / 100,00   | 2,31 |
|                         | Outros (com menos de 1,00%)    | 110    | 1,44 / 100,00   |      |
| Votos Inválidos         | Votos Inválidos                | 157    | 2,05 / 100,00   | 2,65 |
| Total                   | Total                          | 7 657  | 100,00 / 100,00 |      |
| Eleitorado/Participação | Eleitorado/Participação        | 11 501 | 66,58 / 100,00  | 5,10 |

| Freguesia           | %     | %     | %     | %    | %    | %    | %    | %    | %    | Votantes |
| Freguesia           | PS    | PSD   | CH    | IL   | CDU  | BE   | L    | PAN  | CDS  | Votantes |
| ------------------- | ----- | ----- | ----- | ---- | ---- | ---- | ---- | ---- | ---- | -------- |
| Freguesia           |       |       |       |      |      |      |      |      |      | Votantes |
| Arranhó             | 46,10 | 27,90 | 8,81  | 4,01 | 3,42 | 3,42 | 1,31 | 0,73 | 0,87 | 1 373    |
| Arruda dos Vinhos   | 41,42 | 24,38 | 8,66  | 7,77 | 5,27 | 3,90 | 1,79 | 1,67 | 1,73 | 5 082    |
| Cardosas            | 42,80 | 25,16 | 10,54 | 5,38 | 4,73 | 3,23 | 1,29 | 2,15 | 1,08 | 465      |
| Santiago dos Velhos | 46,68 | 23,20 | 8,96  | 6,11 | 2,71 | 4,48 | 1,36 | 1,36 | 1,09 | 737      |
| Arruda dos Vinhos   | 42,85 | 24,94 | 8,83  | 6,79 | 4,66 | 3,83 | 1,63 | 1,50 | 1,48 | 7 657    |

### Azambuja
| Partido                 | Partido                        | Votos  | %               | +/-  |
| ----------------------- | ------------------------------ | ------ | --------------- | ---- |
|                         | Partido Socialista             | 4 454  | 44,09 / 100,00  | 4,12 |
|                         | Partido Social Democrata       | 1 982  | 19,62 / 100,00  | 3,73 |
|                         | CHEGA                          | 1 010  | 10,00 / 100,00  | 7,52 |
|                         | Coligação Democrática Unitária | 793    | 7,85 / 100,00   | 3,40 |
|                         | Bloco de Esquerda              | 577    | 5,71 / 100,00   | 6,47 |
|                         | Iniciativa Liberal             | 433    | 4,29 / 100,00   | 3,12 |
|                         | LIVRE                          | 173    | 1,71 / 100,00   | 0,61 |
|                         | CDS – Partido Popular          | 134    | 1,33 / 100,00   | 1,38 |
|                         | Pessoas–Animais–Natureza       | 113    | 1,12 / 100,00   | 1,82 |
|                         | Outros (com menos de 1,00%)    | 215    | 2,14 / 100,00   |      |
| Votos Inválidos         | Votos Inválidos                | 218    | 2,16 / 100,00   | 2,39 |
| Total                   | Total                          | 10 102 | 100,00 / 100,00 |      |
| Eleitorado/Participação | Eleitorado/Participação        | 17 637 | 57,28 / 100,00  | 2,91 |

| Freguesia                                          | %     | %     | %     | %     | %    | %    | %    | %    | %    | Votantes |
| Freguesia                                          | PS    | PSD   | CH    | CDU   | BE   | IL   | L    | CDS  | PAN  | Votantes |
| -------------------------------------------------- | ----- | ----- | ----- | ----- | ---- | ---- | ---- | ---- | ---- | -------- |
| Freguesia                                          |       |       |       |       |      |      |      |      |      | Votantes |
| Alcoentre                                          | 42,94 | 22,91 | 13,55 | 5,42  | 5,09 | 3,20 | 1,97 | 0,90 | 0,33 | 1 218    |
| Aveiras de Baixo                                   | 42,23 | 21,53 | 10,08 | 7,63  | 4,77 | 5,18 | 0,54 | 1,23 | 1,50 | 734      |
| Aveiras de Cima                                    | 48,73 | 15,54 | 8,31  | 9,53  | 6,40 | 3,57 | 0,93 | 1,42 | 1,17 | 2 046    |
| Azambuja                                           | 40,70 | 21,50 | 10,34 | 6,92  | 6,08 | 5,64 | 1,69 | 1,71 | 1,30 | 3 916    |
| Manique do Intendente, V.N. de São Pedro e Maçussa | 44,40 | 18,31 | 7,70  | 10,86 | 4,79 | 2,99 | 3,93 | 0,68 | 1,37 | 1 169    |
| Vale do Paraíso                                    | 49,91 | 18,44 | 7,45  | 8,38  | 7,08 | 1,30 | 1,49 | 0,93 | 0,93 | 537      |
| Vila Nova da Rainha                                | 50,41 | 14,94 | 13,69 | 6,85  | 3,53 | 4,15 | 1,24 | 1,04 | 0,41 | 482      |
| Azambuja                                           | 44,09 | 19,62 | 10,00 | 7,85  | 5,71 | 4,29 | 1,71 | 1,33 | 1,12 | 10 102   |

### Cadaval
| Partido                 | Partido                        | Votos  | %               | +/-  |
| ----------------------- | ------------------------------ | ------ | --------------- | ---- |
|                         | Partido Socialista             | 2 936  | 43,23 / 100,00  | 3,38 |
|                         | Partido Social Democrata       | 2 035  | 29,96 / 100,00  | 0,09 |
|                         | CHEGA                          | 563    | 8,29 / 100,00   | 6,60 |
|                         | Bloco de Esquerda              | 262    | 3,86 / 100,00   | 3,46 |
|                         | Iniciativa Liberal             | 245    | 3,61 / 100,00   | 2,97 |
|                         | Coligação Democrática Unitária | 220    | 3,24 / 100,00   | 0,71 |
|                         | CDS – Partido Popular          | 95     | 1,40 / 100,00   | 1,96 |
|                         | LIVRE                          | 76     | 1,12 / 100,00   | 0,30 |
|                         | Pessoas–Animais–Natureza       | 68     | 1,00 / 100,00   | 1,70 |
|                         | Outros (com menos de 1,00%)    | 103    | 1,52 / 100,00   |      |
| Votos Inválidos         | Votos Inválidos                | 189    | 2,79 / 100,00   | 2,47 |
| Total                   | Total                          | 6 792  | 100,00 / 100,00 |      |
| Eleitorado/Participação | Eleitorado/Participação        | 11 991 | 56,64 / 100,00  | 2,13 |

| Freguesia            | %     | %     | %     | %    | %    | %    | %    | %    | %    | Votantes |
| Freguesia            | PS    | PSD   | CH    | BE   | IL   | CDU  | CDS  | L    | PAN  | Votantes |
| -------------------- | ----- | ----- | ----- | ---- | ---- | ---- | ---- | ---- | ---- | -------- |
| Freguesia            |       |       |       |      |      |      |      |      |      | Votantes |
| Alguber              | 44,98 | 31,05 | 7,99  | 3,65 | 4,11 | 2,74 | 0,46 | 1,37 | 0,68 | 438      |
| Cadaval e Pero Moniz | 41,27 | 29,52 | 7,83  | 4,64 | 4,46 | 4,10 | 1,51 | 1,39 | 0,72 | 1 660    |
| Lamas e Cercal       | 48,02 | 26,80 | 8,25  | 3,51 | 2,45 | 3,01 | 1,17 | 1,06 | 1,06 | 1 795    |
| Painho e Figueiros   | 45,13 | 30,28 | 7,66  | 3,48 | 3,36 | 3,60 | 1,16 | 0,70 | 1,28 | 862      |
| Peral                | 41,22 | 29,19 | 9,66  | 4,54 | 3,55 | 2,96 | 2,96 | 0,59 | 1,97 | 507      |
| Vermelha             | 45,55 | 31,20 | 6,08  | 2,50 | 3,74 | 2,18 | 1,56 | 1,56 | 0,94 | 641      |
| Vilar                | 33,97 | 35,88 | 10,80 | 4,16 | 4,27 | 2,92 | 1,35 | 1,01 | 0,79 | 889      |
| Cadaval              | 43,23 | 29,96 | 8,29  | 3,86 | 3,61 | 3,24 | 1,40 | 1,12 | 1,00 | 6 792    |

### Cascais
| Partido                 | Partido                        | Votos   | %               | +/-  |
| ----------------------- | ------------------------------ | ------- | --------------- | ---- |
|                         | Partido Socialista             | 37 403  | 34,28 / 100,00  | 2,58 |
|                         | Partido Social Democrata       | 32 580  | 29,86 / 100,00  | 1,15 |
|                         | Iniciativa Liberal             | 11 452  | 10,49 / 100,00  | 7,39 |
|                         | CHEGA                          | 8 938   | 8,19 / 100,00   | 6,48 |
|                         | Bloco de Esquerda              | 4 477   | 4,10 / 100,00   | 4,48 |
|                         | Coligação Democrática Unitária | 3 681   | 3,37 / 100,00   | 2,01 |
|                         | LIVRE                          | 2 502   | 2,29 / 100,00   | 0,45 |
|                         | Pessoas–Animais–Natureza       | 2 367   | 2,17 / 100,00   | 2,71 |
|                         | CDS – Partido Popular          | 2 300   | 2,11 / 100,00   | 4,45 |
|                         | Outros (com menos de 1,00%)    | 1 690   | 1,54 / 100,00   |      |
| Votos Inválidos         | Votos Inválidos                | 1 736   | 1,59 / 100,00   | 1,67 |
| Total                   | Total                          | 109 126 | 100,00 / 100,00 |      |
| Eleitorado/Participação | Eleitorado/Participação        | 178 527 | 61,13 / 100,00  | 5,31 |

| Freguesia            | %     | %     | %     | %    | %    | %    | %    | %    | %    | Votantes |
| Freguesia            | PS    | PSD   | IL    | CH   | BE   | CDU  | L    | PAN  | CDS  | Votantes |
| -------------------- | ----- | ----- | ----- | ---- | ---- | ---- | ---- | ---- | ---- | -------- |
| Freguesia            |       |       |       |      |      |      |      |      |      | Votantes |
| Alcabideche          | 37,37 | 28,11 | 9,52  | 9,31 | 4,10 | 3,00 | 1,58 | 1,88 | 1,78 | 20 593   |
| Carcavelos e Parede  | 32,57 | 31,43 | 10,99 | 6,20 | 4,50 | 3,53 | 3,28 | 2,48 | 2,15 | 25 759   |
| Cascais e Estoril    | 26,62 | 35,58 | 13,26 | 8,95 | 3,36 | 2,54 | 2,23 | 1,93 | 3,04 | 32 103   |
| São Domingos de Rana | 41,65 | 23,71 | 7,84  | 8,32 | 4,55 | 4,37 | 2,00 | 2,34 | 1,31 | 30 671   |
| Cascais              | 34,28 | 29,86 | 10,49 | 8,19 | 4,10 | 3,37 | 2,29 | 2,17 | 2,11 | 109 126  |

### Lisboa
| Partido                 | Partido                        | Votos   | %               | +/-  |
| ----------------------- | ------------------------------ | ------- | --------------- | ---- |
|                         | Partido Socialista             | 110 559 | 36,43 / 100,00  | 3,16 |
|                         | Partido Social Democrata       | 83 009  | 27,35 / 100,00  | 1,90 |
|                         | Iniciativa Liberal             | 32 152  | 10,59 / 100,00  | 6,51 |
|                         | CHEGA                          | 16 956  | 5,59 / 100,00   | 4,21 |
|                         | Coligação Democrática Unitária | 14 327  | 4,72 / 100,00   | 2,29 |
|                         | Bloco de Esquerda              | 14 110  | 4,65 / 100,00   | 4,48 |
|                         | LIVRE                          | 11 637  | 3,83 / 100,00   | 0,57 |
|                         | CDS – Partido Popular          | 6 935   | 2,28 / 100,00   | 3,57 |
|                         | Pessoas–Animais–Natureza       | 5 526   | 1,82 / 100,00   | 2,26 |
|                         | Outros (com menos de 1,00%)    | 4 256   | 1,40 / 100,00   |      |
| Votos Inválidos         | Votos Inválidos                | 4 037   | 1,33 / 100,00   | 1,50 |
| Total                   | Total                          | 303 504 | 100,00 / 100,00 |      |
| Eleitorado/Participação | Eleitorado/Participação        | 472 404 | 64,25 / 100,00  | 3,92 |

| Freguesia               | %     | %     | %     | %    | %    | %    | %    | %    | %    | Votantes |
| Freguesia               | PS    | PSD   | IL    | CH   | CDU  | BE   | L    | CDS  | PAN  | Votantes |
| ----------------------- | ----- | ----- | ----- | ---- | ---- | ---- | ---- | ---- | ---- | -------- |
| Freguesia               |       |       |       |      |      |      |      |      |      | Votantes |
| Ajuda                   | 48,12 | 18,58 | 7,18  | 5,47 | 6,78 | 4,66 | 2,79 | 1,19 | 1,80 | 7 593    |
| Alcântara               | 40,97 | 22,83 | 9,70  | 5,57 | 5,70 | 4,81 | 3,88 | 2,04 | 1,65 | 7 105    |
| Alvalade                | 29,96 | 32,08 | 13,18 | 4,96 | 3,99 | 4,23 | 4,66 | 2,91 | 1,84 | 20 875   |
| Areeiro                 | 28,28 | 33,83 | 13,18 | 5,05 | 3,83 | 4,19 | 4,85 | 2,85 | 1,74 | 13 078   |
| Arroios                 | 34,15 | 24,73 | 10,07 | 4,40 | 6,16 | 7,31 | 6,27 | 2,02 | 2,40 | 15 739   |
| Avenidas Novas          | 25,57 | 34,77 | 16,60 | 5,02 | 3,25 | 3,59 | 4,05 | 4,07 | 1,22 | 14 511   |
| Beato                   | 46,60 | 18,64 | 5,32  | 7,59 | 6,25 | 5,38 | 2,70 | 1,69 | 2,04 | 5 972    |
| Belém                   | 26,39 | 35,32 | 15,40 | 5,67 | 3,42 | 3,10 | 3,80 | 3,76 | 1,21 | 9 857    |
| Benfica                 | 42,26 | 26,01 | 7,91  | 5,23 | 4,64 | 4,57 | 3,28 | 1,60 | 1,74 | 21 258   |
| Campo de Ourique        | 33,36 | 28,48 | 12,44 | 5,03 | 4,52 | 4,20 | 4,32 | 2,81 | 1,88 | 12 533   |
| Campolide               | 38,66 | 26,10 | 10,64 | 5,51 | 4,41 | 4,59 | 3,53 | 1,98 | 1,69 | 7 967    |
| Carnide                 | 38,51 | 27,52 | 10,18 | 5,54 | 5,05 | 3,89 | 3,25 | 1,67 | 1,69 | 10 806   |
| Estrela                 | 26,53 | 33,21 | 14,71 | 5,37 | 3,46 | 3,54 | 3,41 | 4,66 | 1,41 | 10 688   |
| Lumiar                  | 30,68 | 33,67 | 13,31 | 4,72 | 3,52 | 3,64 | 3,88 | 2,55 | 1,72 | 28 635   |
| Marvila                 | 53,14 | 14,29 | 4,03  | 9,62 | 5,59 | 5,10 | 1,60 | 0,93 | 1,80 | 17 737   |
| Misericórdia            | 38,12 | 22,03 | 10,56 | 4,58 | 5,55 | 6,42 | 4,69 | 3,04 | 2,18 | 5 370    |
| Olivais                 | 42,91 | 22,45 | 7,09  | 6,69 | 5,87 | 5,04 | 2,98 | 1,63 | 2,19 | 18 181   |
| Parque das Nações       | 34,11 | 32,50 | 12,74 | 4,89 | 3,20 | 3,47 | 3,33 | 1,45 | 1,82 | 11 969   |
| Penha de França         | 41,84 | 20,68 | 6,58  | 5,23 | 6,50 | 7,71 | 4,80 | 1,20 | 2,30 | 14 148   |
| Santa Clara             | 46,38 | 19,33 | 10,35 | 6,75 | 4,41 | 4,04 | 2,16 | 1,36 | 1,58 | 10 260   |
| Santa Maria Maior       | 45,78 | 16,70 | 6,48  | 4,94 | 8,14 | 6,39 | 3,97 | 2,15 | 1,99 | 4 412    |
| Santo António           | 29,11 | 31,19 | 13,77 | 4,23 | 4,44 | 4,91 | 4,74 | 3,85 | 1,58 | 6 579    |
| São Domingos de Benfica | 31,64 | 33,91 | 12,48 | 4,41 | 3,67 | 3,65 | 3,99 | 2,47 | 1,83 | 21 680   |
| São Vicente             | 41,49 | 19,31 | 6,49  | 4,58 | 7,92 | 7,85 | 5,42 | 1,34 | 2,58 | 6 551    |
| Lisboa                  | 36,43 | 27,35 | 10,59 | 5,59 | 4,72 | 4,65 | 3,83 | 2,28 | 1,82 | 303 504  |

### Loures
| Partido                 | Partido                        | Votos   | %               | +/-  |
| ----------------------- | ------------------------------ | ------- | --------------- | ---- |
|                         | Partido Socialista             | 48 537  | 46,56 / 100,00  | 5,75 |
|                         | Partido Social Democrata       | 20 429  | 19,60 / 100,00  | 1,62 |
|                         | CHEGA                          | 8 875   | 8,51 / 100,00   | 5,58 |
|                         | Coligação Democrática Unitária | 7 732   | 7,42 / 100,00   | 4,16 |
|                         | Iniciativa Liberal             | 5 922   | 5,68 / 100,00   | 4,02 |
|                         | Bloco de Esquerda              | 4 439   | 4,26 / 100,00   | 4,94 |
|                         | Pessoas–Animais–Natureza       | 1 933   | 1,85 / 100,00   | 2,30 |
|                         | LIVRE                          | 1 629   | 1,56 / 100,00   | 0,21 |
|                         | CDS – Partido Popular          | 1 111   | 1,07 / 100,00   | 1,62 |
|                         | Outros (com menos de 1,00%)    | 1 700   | 1,63 / 100,00   |      |
| Votos Inválidos         | Votos Inválidos                | 1 931   | 1,86 / 100,00   | 1,73 |
| Total                   | Total                          | 104 238 | 100,00 / 100,00 |      |
| Eleitorado/Participação | Eleitorado/Participação        | 168 478 | 61,87 / 100,00  | 3,61 |

| Freguesia                                         | %     | %     | %     | %     | %    | %    | %    | %    | %    | Votantes |
| Freguesia                                         | PS    | PSD   | CH    | CDU   | IL   | BE   | PAN  | L    | CDS  | Votantes |
| ------------------------------------------------- | ----- | ----- | ----- | ----- | ---- | ---- | ---- | ---- | ---- | -------- |
| Freguesia                                         |       |       |       |       |      |      |      |      |      | Votantes |
| Bucelas                                           | 51,67 | 17,09 | 7,61  | 8,50  | 3,95 | 3,74 | 1,38 | 1,51 | 1,22 | 2 458    |
| Camarate, Unhos e Apelação                        | 53,88 | 13,56 | 11,03 | 7,35  | 2,99 | 3,71 | 1,49 | 0,93 | 0,92 | 14 826   |
| Fanhões                                           | 42,14 | 21,14 | 11,13 | 9,94  | 4,94 | 2,71 | 1,81 | 1,46 | 0,83 | 1 438    |
| Loures                                            | 42,01 | 22,71 | 9,60  | 6,44  | 6,80 | 4,16 | 2,02 | 1,68 | 1,17 | 16 392   |
| Lousa                                             | 42,10 | 26,18 | 7,68  | 6,80  | 4,91 | 4,15 | 2,20 | 1,32 | 1,13 | 1 589    |
| Moscavide e Portela                               | 39,69 | 28,99 | 5,31  | 5,11  | 8,51 | 4,06 | 1,62 | 2,44 | 1,59 | 11 907   |
| Sacavém e Prior Velho                             | 46,98 | 19,65 | 7,27  | 7,61  | 6,51 | 4,23 | 1,85 | 1,78 | 1,14 | 12 328   |
| Santa Iria de Azoia, São João da Talha e Bobadela | 47,99 | 17,37 | 8,33  | 9,09  | 4,88 | 4,40 | 2,02 | 1,24 | 0,93 | 24 881   |
| Santo Antão e São Julião do Tojal                 | 46,65 | 17,00 | 9,06  | 10,67 | 5,10 | 3,50 | 1,37 | 1,57 | 0,86 | 4 394    |
| Santo António dos Cavaleiros e Frielas            | 47,12 | 18,62 | 8,55  | 6,07  | 6,15 | 5,38 | 2,15 | 1,78 | 0,88 | 14 025   |
| Loures                                            | 46,56 | 19,60 | 8,51  | 7,42  | 5,68 | 4,26 | 1,85 | 1,56 | 1,07 | 104 238  |

### Lourinhã
| Partido                 | Partido                        | Votos  | %               | +/-  |
| ----------------------- | ------------------------------ | ------ | --------------- | ---- |
|                         | Partido Socialista             | 4 809  | 35,35 / 100,00  | 2,37 |
|                         | Partido Social Democrata       | 4 496  | 33,05 / 100,00  | 0,51 |
|                         | CHEGA                          | 1 574  | 11,57 / 100,00  | 9,23 |
|                         | Iniciativa Liberal             | 565    | 4,15 / 100,00   | 3,28 |
|                         | Bloco de Esquerda              | 549    | 4,04 / 100,00   | 3,99 |
|                         | Coligação Democrática Unitária | 344    | 2,53 / 100,00   | 0,62 |
|                         | CDS – Partido Popular          | 250    | 1,84 / 100,00   | 3,17 |
|                         | Pessoas–Animais–Natureza       | 217    | 1,60 / 100,00   | 1,94 |
|                         | LIVRE                          | 152    | 1,12 / 100,00   | 0,06 |
|                         | Outros (com menos de 1,00%)    | 258    | 1,90 / 100,00   |      |
| Votos Inválidos         | Votos Inválidos                | 389    | 2,85 / 100,00   | 3,16 |
| Total                   | Total                          | 13 603 | 100,00 / 100,00 |      |
| Eleitorado/Participação | Eleitorado/Participação        | 23 391 | 58,15 / 100,00  | 4,56 |

| Freguesia                           | %     | %     | %     | %    | %    | %    | %    | %    | %    | Votantes |
| Freguesia                           | PS    | PSD   | CH    | IL   | BE   | CDU  | CDS  | PAN  | L    | Votantes |
| ----------------------------------- | ----- | ----- | ----- | ---- | ---- | ---- | ---- | ---- | ---- | -------- |
| Freguesia                           |       |       |       |      |      |      |      |      |      | Votantes |
| Lourinhã e Atalaia                  | 35,99 | 32,26 | 10,69 | 4,78 | 4,43 | 2,72 | 1,56 | 1,85 | 1,32 | 6 429    |
| Miragaia e Marteleira               | 38,27 | 33,33 | 10,62 | 3,40 | 3,66 | 1,70 | 1,43 | 1,86 | 0,90 | 1 884    |
| Moita dos Ferreiros                 | 32,86 | 36,96 | 14,19 | 2,43 | 2,05 | 1,53 | 3,71 | 0,51 | 0,90 | 782      |
| Reguengo Grande                     | 38,58 | 27,43 | 13,52 | 2,49 | 3,94 | 4,59 | 0,92 | 1,57 | 1,18 | 762      |
| Ribamar                             | 32,47 | 35,62 | 11,56 | 4,81 | 3,33 | 2,13 | 3,05 | 0,65 | 0,46 | 1 081    |
| Santa Bárbara                       | 31,79 | 36,69 | 12,82 | 4,54 | 3,47 | 1,69 | 2,49 | 1,34 | 0,71 | 1 123    |
| São Bartolomeu dos Galegos e Moledo | 33,85 | 33,07 | 12,71 | 3,37 | 5,19 | 2,98 | 1,43 | 1,04 | 1,04 | 771      |
| Vimeiro                             | 32,94 | 31,65 | 13,75 | 3,50 | 4,41 | 3,24 | 1,95 | 2,20 | 1,69 | 771      |
| Lourinhã                            | 35,35 | 33,05 | 11,57 | 4,15 | 4,04 | 2,53 | 1,84 | 1,60 | 1,12 | 13 603   |

### Mafra
| Partido                 | Partido                        | Votos  | %               | +/-  |
| ----------------------- | ------------------------------ | ------ | --------------- | ---- |
|                         | Partido Socialista             | 16 809 | 38,09 / 100,00  | 2,75 |
|                         | Partido Social Democrata       | 12 375 | 28,05 / 100,00  | 1,50 |
|                         | CHEGA                          | 3 861  | 8,75 / 100,00   | 6,47 |
|                         | Iniciativa Liberal             | 3 341  | 7,57 / 100,00   | 5,79 |
|                         | Bloco de Esquerda              | 1 999  | 4,53 / 100,00   | 4,67 |
|                         | Coligação Democrática Unitária | 1 441  | 3,27 / 100,00   | 1,71 |
|                         | Pessoas–Animais–Natureza       | 939    | 2,13 / 100,00   | 2,63 |
|                         | LIVRE                          | 865    | 1,96 / 100,00   | 0,41 |
|                         | CDS – Partido Popular          | 568    | 1,29 / 100,00   | 2,57 |
|                         | Outros (com menos de 1,00%)    | 811    | 1,84 / 100,00   |      |
| Votos Inválidos         | Votos Inválidos                | 1 116  | 2,53 / 100,00   | 2,51 |
| Total                   | Total                          | 44 125 | 100,00 / 100,00 |      |
| Eleitorado/Participação | Eleitorado/Participação        | 68 236 | 64,67 / 100,00  | 6,19 |

| Freguesia                                        | %     | %     | %    | %    | %    | %    | %    | %    | %    | Votantes |
| Freguesia                                        | PS    | PSD   | CH   | IL   | BE   | CDU  | PAN  | L    | CDS  | Votantes |
| ------------------------------------------------ | ----- | ----- | ---- | ---- | ---- | ---- | ---- | ---- | ---- | -------- |
| Freguesia                                        |       |       |      |      |      |      |      |      |      | Votantes |
| Azueira e Sobral da Abelheira                    | 46,32 | 24,69 | 9,09 | 5,30 | 2,93 | 2,46 | 1,03 | 0,99 | 1,46 | 2 321    |
| Carvoeira                                        | 35,03 | 25,73 | 7,97 | 8,18 | 6,01 | 5,59 | 3,78 | 2,73 | 1,75 | 1 430    |
| Encarnação                                       | 31,45 | 40,27 | 8,29 | 5,77 | 3,33 | 1,67 | 1,46 | 1,87 | 1,58 | 2 461    |
| Enxara do Bispo, Gradil e Vila Franca do Rosário | 44,25 | 26,07 | 8,90 | 5,40 | 4,05 | 3,67 | 1,19 | 1,13 | 1,13 | 1 853    |
| Ericeira                                         | 36,35 | 27,76 | 8,30 | 8,97 | 5,19 | 3,55 | 2,21 | 2,88 | 1,17 | 5 976    |
| Igreja Nova e Cheleiros                          | 38,58 | 29,54 | 8,87 | 6,65 | 4,10 | 2,85 | 2,43 | 1,46 | 0,84 | 2 390    |
| Mafra                                            | 37,29 | 27,15 | 8,42 | 8,28 | 5,21 | 3,16 | 2,40 | 2,23 | 1,29 | 10 633   |
| Malveira e São Miguel de Alcainça                | 38,52 | 27,14 | 9,51 | 7,27 | 4,75 | 3,70 | 2,21 | 1,60 | 1,40 | 4 566    |
| Milharado                                        | 39,93 | 27,45 | 9,38 | 7,65 | 3,87 | 2,79 | 1,44 | 1,32 | 1,66 | 4 157    |
| Santo Isidoro                                    | 36,48 | 30,31 | 7,83 | 7,45 | 4,26 | 2,89 | 2,81 | 2,26 | 0,77 | 2 349    |
| Venda do Pinheiro e Santo Estêvão das Galés      | 38,47 | 26,98 | 9,28 | 7,66 | 4,14 | 3,77 | 2,19 | 1,85 | 1,19 | 5 989    |
| Mafra                                            | 38,09 | 28,05 | 8,75 | 7,57 | 4,53 | 3,27 | 2,13 | 1,96 | 1,29 | 44 125   |

### Odivelas
| Partido                 | Partido                        | Votos   | %               | +/-  |
| ----------------------- | ------------------------------ | ------- | --------------- | ---- |
|                         | Partido Socialista             | 35 053  | 46,17 / 100,00  | 4,73 |
|                         | Partido Social Democrata       | 15 938  | 20,99 / 100,00  | 1,07 |
|                         | CHEGA                          | 6 749   | 8,89 / 100,00   | 6,37 |
|                         | Iniciativa Liberal             | 4 627   | 6,09 / 100,00   | 4,46 |
|                         | Coligação Democrática Unitária | 3 517   | 4,63 / 100,00   | 2,80 |
|                         | Bloco de Esquerda              | 3 434   | 4,52 / 100,00   | 5,27 |
|                         | Pessoas–Animais–Natureza       | 1 631   | 2,15 / 100,00   | 2,58 |
|                         | LIVRE                          | 1 342   | 1,77 / 100,00   | 0,36 |
|                         | CDS – Partido Popular          | 848     | 1,12 / 100,00   | 1,76 |
|                         | Outros (com menos de 1,00%)    | 1 223   | 1,63 / 100,00   |      |
| Votos Inválidos         | Votos Inválidos                | 1 562   | 2,05 / 100,00   | 1,80 |
| Total                   | Total                          | 75 924  | 100,00 / 100,00 |      |
| Eleitorado/Participação | Eleitorado/Participação        | 126 596 | 59,97 / 100,00  | 3,98 |

| Partido                              | %     | %     | %    | %    | %    | %    | %    | %    | %    | Votantes |
| Partido                              | PS    | PSD   | CH   | IL   | CDU  | BE   | PAN  | L    | CDS  | Votantes |
| ------------------------------------ | ----- | ----- | ---- | ---- | ---- | ---- | ---- | ---- | ---- | -------- |
| Partido                              |       |       |      |      |      |      |      |      |      | Votantes |
| Odivelas                             | 45,91 | 21,74 | 7,88 | 6,69 | 4,57 | 4,66 | 2,08 | 1,98 | 1,19 | 30 281   |
| Pontinha e Famões                    | 48,27 | 18,96 | 9,90 | 5,07 | 4,71 | 4,06 | 2,16 | 1,57 | 1,17 | 18 097   |
| Póvoa de Santo Adrião e Olival Basto | 49,22 | 19,52 | 8,21 | 4,62 | 5,50 | 4,87 | 2,01 | 1,41 | 0,95 | 8 769    |
| Ramada e Caneças                     | 43,13 | 22,42 | 9,86 | 6,81 | 4,25 | 4,59 | 2,32 | 1,78 | 1,04 | 18 777   |
| Odivelas                             | 46,17 | 20,99 | 8,89 | 6,09 | 4,63 | 4,52 | 2,15 | 1,77 | 1,12 | 75 924   |

### Oeiras
| Partido                 | Partido                        | Votos   | %               | +/-  |
| ----------------------- | ------------------------------ | ------- | --------------- | ---- |
|                         | Partido Socialista             | 35 951  | 36,82 / 100,00  | 3,14 |
|                         | Partido Social Democrata       | 27 141  | 27,80 / 100,00  | 1,61 |
|                         | Iniciativa Liberal             | 10 008  | 10,25 / 100,00  | 7,05 |
|                         | CHEGA                          | 5 613   | 5,75 / 100,00   | 4,28 |
|                         | Bloco de Esquerda              | 4 554   | 4,66 / 100,00   | 4,70 |
|                         | Coligação Democrática Unitária | 4 222   | 4,32 / 100,00   | 2,06 |
|                         | LIVRE                          | 2 967   | 3,04 / 100,00   | 0,52 |
|                         | Pessoas–Animais–Natureza       | 2 198   | 2,25 / 100,00   | 2,42 |
|                         | CDS – Partido Popular          | 1 915   | 1,96 / 100,00   | 3,41 |
|                         | Outros (com menos de 1,00%)    | 1 407   | 1,44 / 100,00   |      |
| Votos Inválidos         | Votos Inválidos                | 1 667   | 1,71 / 100,00   | 1,70 |
| Total                   | Total                          | 97 643  | 100,00 / 100,00 |      |
| Eleitorado/Participação | Eleitorado/Participação        | 146 070 | 66,85 / 100,00  | 3,93 |

| Freguesia                                      | %     | %     | %     | %    | %    | %    | %    | %    | %    | Votantes |
| Freguesia                                      | PS    | PSD   | IL    | CH   | BE   | CDU  | L    | PAN  | CDS  | Votantes |
| ---------------------------------------------- | ----- | ----- | ----- | ---- | ---- | ---- | ---- | ---- | ---- | -------- |
| Freguesia                                      |       |       |       |      |      |      |      |      |      | Votantes |
| Algés, Linda-a-Velha e Cruz Quebrada - Dafundo | 34,36 | 29,93 | 11,52 | 5,19 | 4,53 | 4,32 | 3,42 | 1,96 | 2,30 | 27 686   |
| Barcarena                                      | 39,72 | 24,22 | 9,11  | 7,27 | 4,97 | 4,97 | 2,20 | 2,68 | 1,34 | 8 349    |
| Carnaxide e Queijas                            | 38,19 | 27,41 | 9,60  | 5,37 | 4,22 | 4,97 | 2,76 | 2,33 | 1,40 | 20 343   |
| Oeiras e São Julião da Barra                   | 35,31 | 28,79 | 10,45 | 5,80 | 4,87 | 3,84 | 3,29 | 2,29 | 2,35 | 33 381   |
| Porto Salvo                                    | 45,23 | 20,85 | 7,85  | 6,84 | 5,10 | 4,00 | 2,23 | 2,44 | 1,23 | 7 884    |
| Oeiras                                         | 36,82 | 27,80 | 10,25 | 5,75 | 4,66 | 4,32 | 3,04 | 2,25 | 1,96 | 97 643   |

### Sintra
| Partido                 | Partido                        | Votos   | %               | +/-  |
| ----------------------- | ------------------------------ | ------- | --------------- | ---- |
|                         | Partido Socialista             | 81 241  | 44,02 / 100,00  | 4,85 |
|                         | Partido Social Democrata       | 38 192  | 20,69 / 100,00  | 1,34 |
|                         | CHEGA                          | 17 824  | 9,66 / 100,00   | 7,16 |
|                         | Iniciativa Liberal             | 11 554  | 6,26 / 100,00   | 4,68 |
|                         | Bloco de Esquerda              | 9 834   | 5,33 / 100,00   | 5,82 |
|                         | Coligação Democrática Unitária | 8 654   | 4,69 / 100,00   | 2,78 |
|                         | Pessoas–Animais–Natureza       | 4 246   | 2,30 / 100,00   | 2,80 |
|                         | LIVRE                          | 3 460   | 1,87 / 100,00   | 0,27 |
|                         | CDS – Partido Popular          | 2 433   | 1,32 / 100,00   | 2,20 |
|                         | Outros (com menos de 1,00%)    | 3 353   | 1,82 / 100,00   |      |
| Votos Inválidos         | Votos Inválidos                | 3 765   | 2,04 / 100,00   | 1,92 |
| Total                   | Total                          | 184 556 | 100,00 / 100,00 |      |
| Eleitorado/Participação | Eleitorado/Participação        | 322 692 | 57,19 / 100,00  | 4,67 |

| Freguesia                                     | %     | %     | %     | %    | %    | %    | %    | %    | %    | Votantes |
| Freguesia                                     | PS    | PSD   | CH    | IL   | BE   | CDU  | PAN  | L    | CDS  | Votantes |
| --------------------------------------------- | ----- | ----- | ----- | ---- | ---- | ---- | ---- | ---- | ---- | -------- |
| Freguesia                                     |       |       |       |      |      |      |      |      |      | Votantes |
| Agualva e Mira-Sintra                         | 49,55 | 17,33 | 9,98  | 4,14 | 5,20 | 5,05 | 2,13 | 1,68 | 1,09 | 18 641   |
| Algueirão - Mem Martins                       | 43,53 | 19,87 | 10,20 | 6,43 | 5,81 | 4,58 | 2,49 | 1,90 | 1,31 | 31 589   |
| Almargem do Bispo, Pero Pinheiro e Montelavar | 42,37 | 24,58 | 10,50 | 5,43 | 3,76 | 4,37 | 1,98 | 0,97 | 1,48 | 9 031    |
| Cacém e São Marcos                            | 48,03 | 16,76 | 9,71  | 5,49 | 5,54 | 4,85 | 2,51 | 1,70 | 1,09 | 17 417   |
| Casal de Cambra                               | 50,14 | 17,83 | 10,25 | 4,84 | 4,36 | 3,58 | 2,00 | 1,00 | 1,53 | 5 894    |
| Colares                                       | 34,27 | 30,18 | 7,98  | 7,79 | 4,61 | 3,85 | 2,61 | 2,33 | 2,52 | 4 211    |
| Massamá e Monte Abraão                        | 45,33 | 21,41 | 7,90  | 6,10 | 5,60 | 4,90 | 1,99 | 2,25 | 1,11 | 24 203   |
| Queluz e Belas                                | 44,57 | 19,48 | 9,62  | 6,64 | 5,37 | 5,24 | 2,41 | 1,95 | 1,31 | 24 896   |
| Rio de Mouro                                  | 44,82 | 18,76 | 10,49 | 6,15 | 5,80 | 5,06 | 2,38 | 1,74 | 1,07 | 23 311   |
| São João das Lampas e Terrugem                | 37,65 | 26,38 | 10,17 | 6,82 | 4,64 | 3,82 | 2,48 | 1,70 | 1,47 | 9 060    |
| Sintra                                        | 35,21 | 27,15 | 9,13  | 9,26 | 4,97 | 3,90 | 2,20 | 2,55 | 1,96 | 16 303   |
| Sintra                                        | 44,02 | 20,69 | 9,66  | 6,26 | 5,33 | 4,69 | 2,30 | 1,87 | 1,32 | 184 556  |

### Sobral de Monte Agraço
| Partido                 | Partido                                         | Votos | %               | +/-  |
| ----------------------- | ----------------------------------------------- | ----- | --------------- | ---- |
|                         | Partido Socialista                              | 2 251 | 41,83 / 100,00  | 3,61 |
|                         | Partido Social Democrata                        | 1 156 | 21,48 / 100,00  | 3,17 |
|                         | CHEGA                                           | 488   | 9,07 / 100,00   | 7,65 |
|                         | Coligação Democrática Unitária                  | 453   | 8,42 / 100,00   | 5,99 |
|                         | Iniciativa Liberal                              | 299   | 5,56 / 100,00   | 4,16 |
|                         | Bloco de Esquerda                               | 222   | 4,13 / 100,00   | 4,23 |
|                         | LIVRE                                           | 88    | 1,64 / 100,00   | 0,36 |
|                         | Pessoas–Animais–Natureza                        | 82    | 1,52 / 100,00   | 1,62 |
|                         | CDS – Partido Popular                           | 73    | 1,36 / 100,00   | 2,19 |
|                         | Partido Comunista dos Trabalhadores Portugueses | 55    | 1,02 / 100,00   | 0,95 |
|                         | Outros (com menos de 1,00%)                     | 89    | 1,66 / 100,00   |      |
| Votos Inválidos         | Votos Inválidos                                 | 125   | 2,32 / 100,00   | 2,13 |
| Total                   | Total                                           | 5 381 | 100,00 / 100,00 |      |
| Eleitorado/Participação | Eleitorado/Participação                         | 8 648 | 62,22 / 100,00  | 5,27 |

| Freguesia              | %     | %     | %    | %    | %    | %    | %    | %    | %    | %    | Votantes |
| Freguesia              | PS    | PSD   | CH   | CDU  | IL   | BE   | L    | PAN  | CDS  | PCTP | Votantes |
| ---------------------- | ----- | ----- | ---- | ---- | ---- | ---- | ---- | ---- | ---- | ---- | -------- |
| Freguesia              |       |       |      |      |      |      |      |      |      |      | Votantes |
| Santo Quintino         | 44,60 | 19,36 | 8,82 | 9,20 | 4,76 | 3,80 | 1,79 | 1,39 | 1,28 | 0,96 | 1 870    |
| Sapataria              | 42,48 | 20,95 | 9,40 | 6,79 | 6,03 | 4,00 | 1,40 | 1,71 | 1,59 | 1,21 | 1 575    |
| Sobral de Monte Agraço | 38,64 | 23,97 | 9,04 | 8,99 | 5,94 | 4,55 | 1,70 | 1,50 | 1,24 | 0,93 | 1 936    |
| Sobral de Monte Agraço | 41,83 | 21,48 | 9,07 | 8,42 | 5,56 | 4,13 | 1,64 | 1,52 | 1,36 | 1,02 | 5 381    |

### Torres Vedras
| Partido                 | Partido                        | Votos  | %               | +/-  |
| ----------------------- | ------------------------------ | ------ | --------------- | ---- |
|                         | Partido Socialista             | 16 984 | 39,52 / 100,00  | 2,67 |
|                         | Partido Social Democrata       | 11 821 | 27,51 / 100,00  | 2,03 |
|                         | CHEGA                          | 3 749  | 8,72 / 100,00   | 6,86 |
|                         | Iniciativa Liberal             | 2 550  | 5,93 / 100,00   | 4,64 |
|                         | Bloco de Esquerda              | 2 048  | 4,77 / 100,00   | 4,61 |
|                         | Coligação Democrática Unitária | 1 776  | 4,13 / 100,00   | 1,85 |
|                         | Pessoas–Animais–Natureza       | 681    | 1,58 / 100,00   | 1,89 |
|                         | LIVRE                          | 675    | 1,57 / 100,00   | 0,34 |
|                         | CDS – Partido Popular          | 602    | 1,40 / 100,00   | 2,84 |
|                         | Outros (com menos de 1,00%)    | 1 002  | 2,34 / 100,00   |      |
| Votos Inválidos         | Votos Inválidos                | 1 085  | 2,53 / 100,00   | 2,66 |
| Total                   | Total                          | 42 973 | 100,00 / 100,00 |      |
| Eleitorado/Participação | Eleitorado/Participação        | 69 675 | 61,68 / 100,00  | 4,95 |

| Freguesia                         | %     | %     | %     | %    | %    | %    | %    | %    | %    | Votantes |
| Freguesia                         | PS    | PSD   | CH    | IL   | BE   | CDU  | PAN  | L    | CDS  | Votantes |
| --------------------------------- | ----- | ----- | ----- | ---- | ---- | ---- | ---- | ---- | ---- | -------- |
| Freguesia                         |       |       |       |      |      |      |      |      |      | Votantes |
| A dos Cunhados e Maceira          | 34,71 | 29,56 | 12,06 | 5,76 | 4,92 | 3,03 | 1,58 | 1,75 | 1,47 | 5 646    |
| Campelos e Outeiro da Cabeça      | 36,97 | 33,66 | 11,46 | 4,19 | 2,87 | 2,20 | 1,16 | 0,72 | 1,32 | 1 815    |
| Carvoeira e Carmões               | 46,88 | 20,52 | 7,81  | 4,58 | 5,29 | 7,10 | 1,58 | 1,58 | 0,71 | 1 267    |
| Dois Portos e Runa                | 45,98 | 22,10 | 6,73  | 3,10 | 6,13 | 8,18 | 1,32 | 1,25 | 0,66 | 1 516    |
| Freiria                           | 40,70 | 31,92 | 9,53  | 3,63 | 3,33 | 1,97 | 1,82 | 0,53 | 2,04 | 1 322    |
| Maxial e Monte Redondo            | 52,45 | 20,01 | 7,29  | 3,82 | 3,70 | 5,26 | 1,19 | 0,72 | 1,02 | 1 674    |
| Ponte do Rol                      | 40,23 | 30,03 | 9,18  | 6,09 | 3,45 | 2,79 | 1,17 | 0,95 | 1,17 | 1 362    |
| Ramalhal                          | 41,18 | 22,94 | 10,05 | 5,08 | 4,86 | 4,26 | 1,58 | 1,04 | 1,37 | 1 831    |
| Santa Maria, São Pedro e Matacães | 37,70 | 27,25 | 7,17  | 7,60 | 5,28 | 5,29 | 1,79 | 2,13 | 1,31 | 14 328   |
| São Pedro da Cadeira              | 44,40 | 26,41 | 9,55  | 3,91 | 3,99 | 1,98 | 1,57 | 1,06 | 1,79 | 2 734    |
| Silveira                          | 36,55 | 29,61 | 9,02  | 6,41 | 4,85 | 3,48 | 1,78 | 1,70 | 1,56 | 4 944    |
| Turcifal                          | 42,56 | 26,65 | 7,34  | 5,77 | 5,83 | 3,83 | 1,19 | 1,46 | 1,62 | 1 854    |
| Ventosa                           | 42,28 | 28,92 | 8,66  | 5,07 | 3,84 | 2,46 | 1,23 | 1,04 | 1,79 | 2 680    |
| Torres Vedras                     | 39,52 | 27,51 | 8,72  | 5,93 | 4,77 | 4,13 | 1,58 | 1,57 | 1,40 | 42 973   |

### Vila Franca de Xira
| Partido                 | Partido                        | Votos   | %               | +/-  |
| ----------------------- | ------------------------------ | ------- | --------------- | ---- |
|                         | Partido Socialista             | 33 018  | 46,45 / 100,00  | 6,89 |
|                         | Partido Social Democrata       | 11 797  | 16,59 / 100,00  | 1,45 |
|                         | CHEGA                          | 6 417   | 9,03 / 100,00   | 6,55 |
|                         | Coligação Democrática Unitária | 6 102   | 8,58 / 100,00   | 4,81 |
|                         | Iniciativa Liberal             | 3 959   | 5,57 / 100,00   | 4,24 |
|                         | Bloco de Esquerda              | 3 717   | 5,23 / 100,00   | 5,98 |
|                         | Pessoas–Animais–Natureza       | 1 468   | 2,07 / 100,00   | 2,35 |
|                         | LIVRE                          | 1 179   | 1,66 / 100,00   | 0,06 |
|                         | CDS – Partido Popular          | 748     | 1,05 / 100,00   | 1,59 |
|                         | Outros (com menos de 1,00%)    | 1 290   | 1,82 / 100,00   |      |
| Votos Inválidos         | Votos Inválidos                | 1 393   | 1,96 / 100,00   | 1,99 |
| Total                   | Total                          | 71 088  | 100,00 / 100,00 |      |
| Eleitorado/Participação | Eleitorado/Participação        | 113 804 | 62,47 / 100,00  | 4,70 |

| Freguesia                                  | %     | %     | %     | %     | %    | %    | %    | %    | %    | Votantes |
| Freguesia                                  | PS    | PSD   | CH    | CDU   | IL   | BE   | PAN  | L    | CDS  | Votantes |
| ------------------------------------------ | ----- | ----- | ----- | ----- | ---- | ---- | ---- | ---- | ---- | -------- |
| Freguesia                                  |       |       |       |       |      |      |      |      |      | Votantes |
| Alhandra, Calhandriz e São João dos Montes | 45,46 | 15,02 | 8,58  | 12,61 | 4,85 | 4,97 | 1,77 | 1,42 | 1,13 | 6 819    |
| Alverca do Ribatejo e Sobralinho           | 47,07 | 16,38 | 7,66  | 8,99  | 6,32 | 5,31 | 2,02 | 1,77 | 0,93 | 19 205   |
| Castanheira do Ribatejo e Cachoeiras       | 48,35 | 16,20 | 9,30  | 9,16  | 3,97 | 5,07 | 1,34 | 1,71 | 1,21 | 3 808    |
| Póvoa de Santa Iria e Forte da Casa        | 45,71 | 17,69 | 9,69  | 6,29  | 5,76 | 5,70 | 2,58 | 1,84 | 1,02 | 21 884   |
| Vialonga                                   | 49,44 | 14,35 | 10,25 | 8,45  | 4,70 | 4,51 | 2,19 | 1,09 | 0,82 | 10 246   |
| Vila Franca de Xira                        | 43,49 | 18,30 | 9,16  | 10,11 | 5,72 | 5,00 | 1,31 | 1,79 | 1,52 | 9 126    |
| Vila Franca de Xira                        | 46,45 | 16,59 | 9,03  | 8,58  | 5,57 | 5,23 | 2,07 | 1,66 | 1,05 | 71 088   |

## Lista de Deputados Eleitos
A lista apresentada é conforme a aplicação do Método D'Hondt:
| N.º | Nome                                                | Partido | Partido                        | Quociente   |
| --- | --------------------------------------------------- | ------- | ------------------------------ | ----------- |
| 1   | António Costa                                       |         | Partido Socialista             | 482606      |
| 2   | Ricardo Baptista Leite                              |         | Partido Social Democrata       | 285522      |
| 3   | Edite Estrela                                       |         | Partido Socialista             | 241303      |
| 4   | Mariana Vieira da Silva                             |         | Partido Socialista             | 160868,6667 |
| 5   | José Maria Lopes Silvano                            |         | Partido Social Democrata       | 142761      |
| 6   | José Duarte Piteira Rica Silvestre Cordeiro         |         | Partido Socialista             | 120651,5    |
| 7   | Fernando Medina                                     |         | Partido Socialista             | 96521,2     |
| 8   | Isabel Maria Meireles                               |         | Partido Social Democrata       | 95174       |
| 9   | João Cotrim de Figueiredo                           |         | Iniciativa Liberal             | 93341       |
| 10  | André Ventura                                       |         | CHEGA                          | 91889       |
| 11  | Graça Fonseca                                       |         | Partido Socialista             | 80434,3333  |
| 12  | Joaquim José Miranda Sarmento                       |         | Partido Social Democrata       | 71380,5     |
| 13  | Miguel de Oliveira Pires da Costa de Matos          |         | Partido Socialista             | 68943,7143  |
| 14  | Sérgio Alexandrino Monteiro do Monte                |         | Partido Socialista             | 60325,75    |
| 15  | Jerónimo de Sousa                                   |         | Coligação Democrática Unitária | 59995       |
| 16  | Duarte Pacheco                                      |         | Partido Social Democrata       | 57104,4     |
| 17  | Mariana Mortágua                                    |         | Bloco de Esquerda              | 55786       |
| 18  | Maria da Luz Gameiro Beja Ferreira Rosinha          |         | Partido Socialista             | 53622,8889  |
| 19  | Marcos Perestrello                                  |         | Partido Socialista             | 48260,6     |
| 20  | Lina Maria Cardoso Lopes                            |         | Partido Social Democrata       | 47587       |
| 21  | Carla Maria Proença de Castro Charters de Azevedo   |         | Iniciativa Liberal             | 46670,5     |
| 22  | Rui Paulo Sousa                                     |         | CHEGA                          | 45944,5     |
| 23  | João Galamba                                        |         | Partido Socialista             | 43873,2727  |
| 24  | Tiago da Mota Veiga Moreira de Sá                   |         | Partido Social Democrata       | 40788,8571  |
| 25  | Susana de Fátima Carvalho Amador                    |         | Partido Socialista             | 40217,1667  |
| 26  | Sérgio Sousa Pinto                                  |         | Partido Socialista             | 37123,5385  |
| 27  | António Pedro Roque da Visitação Oliveira           |         | Partido Social Democrata       | 35690,25    |
| 28  | Ana Sofia Pedroso Lopes Antunes                     |         | Partido Socialista             | 34471,8571  |
| 29  | Pedro Filipe Mota Delgado Simões Alves              |         | Partido Socialista             | 32173,7333  |
| 30  | Joana Catarina Barata Reis Lopes                    |         | Partido Social Democrata       | 31724,6667  |
| 31  | Rodrigo Miguel Dias Saraiva                         |         | Iniciativa Liberal             | 31113,6667  |
| 32  | Rita Maria Matias                                   |         | CHEGA                          | 30629,6667  |
| 33  | Maria de Fátima de Jesus Fonseca                    |         | Partido Socialista             | 30162,875   |
| 34  | Alma Benedetti Croce Rivera                         |         | Coligação Democrática Unitária | 29997,5     |
| 35  | Rui Tavares                                         |         | LIVRE                          | 28834       |
| 36  | Alexandre Damasceno da Silva Poço                   |         | Partido Social Democrata       | 28552,2     |
| 37  | Isabel Moreira                                      |         | Partido Socialista             | 28388,5882  |
| 38  | Pedro Filipe Soares                                 |         | Bloco de Esquerda              | 27893       |
| 39  | Pedro Miguel de Sousa Barrocas Martinho Cegonho     |         | Partido Socialista             | 26811,4444  |
| 40  | António Manuel Pimenta Proa                         |         | Partido Social Democrata       | 25956,5455  |
| 41  | Romualda Maria da Conceição Martins Nunes Fernandes |         | Partido Socialista             | 25400,3158  |
| 42  | Miguel Filipe Pardal Cabrita                        |         | Partido Socialista             | 24130,3     |
| 43  | Maria Emília Apolinário Sota Felicíssimo            |         | Partido Social Democrata       | 23793,5     |
| 44  | Inês Sousa Real                                     |         | Pessoas–Animais–Natureza       | 23577       |
| 45  | Bernardo Alves Martinho Amaral Blanco               |         | Iniciativa Liberal             | 23335,25    |
| 46  | Rita Mafalda Nobre Borges Madeira                   |         | Partido Socialista             | 22981,2381  |
| 47  | Pedro Pessanha                                      |         | CHEGA                          | 22972,25    |
| 48  | Alexandre Bernardo de Macedo e Lopes Simões         |         | Partido Social Democrata       | 21963,2308  |